# Freibad Markwasen

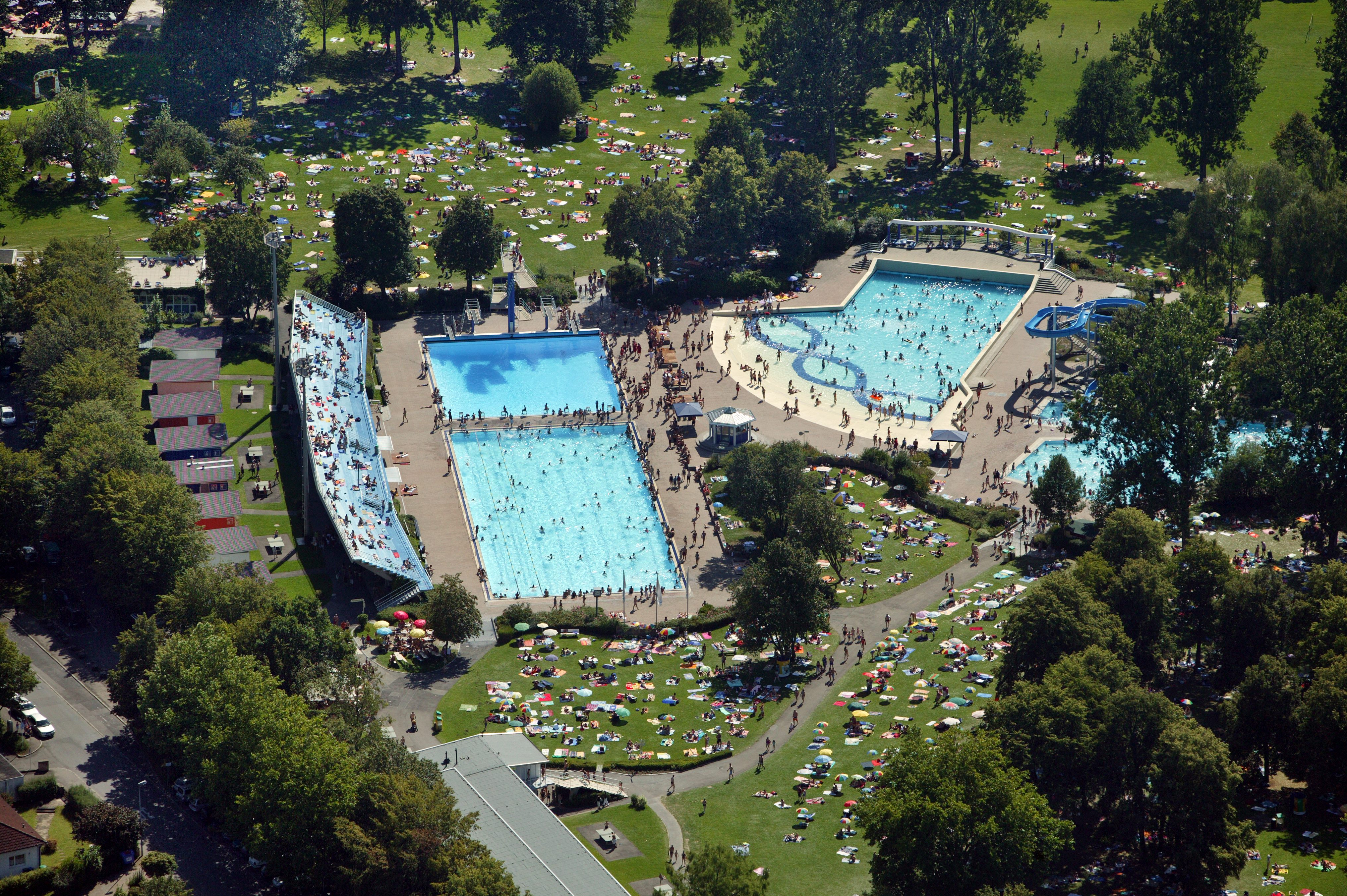
Luftbildaufnahme aus dem Jahr 2005

Das Freibad Markwasen, auch Wellenbad Markwasen genannt, ist ein Freibad in der baden-württembergischen Großstadt Reutlingen.
Erbaut wurde das Freibad in den Jahren 1954/55 nach einem überarbeiteten Entwurf von Richard Konwiarz und schließlich von Bürgermeister Oskar Kalbfell am 17. Juni 1955 eröffnet. Es löste damit das historische, 1854 eröffnete Arbachbad am Zusammenfluss von Arbach und Echaz ab. Das Bad galt bei seiner Fertigstellung als das modernste Freibad der Bundesrepublik Deutschland und hatte auf rund 10 Hektar bereits in der ersten Saison rund 150.000 Besucher. Es war eines der wenigen wettkampfgerecht ausgestatteten Bäder und verfügte über eine 2000 Zuschauer fassende Tribüne. 
Bedeutende Wettkämpfe waren die Deutschen Schwimmmeisterschaften 1961 und die Deutschen Meisterschaften im Kunst- und Turmspringen von 1969. In den 1980er Jahren wurde in einem separaten Becken ein Wellenbad errichtet, das bis zu 1,5 m hohe Wellen erzeugt.
Die Objekte, Gebäude und gärtnerischen Anlagen aus der Erbauungszeit stehen unter Denkmalschutz. Es gibt Gastronomie, einen separaten FKK-Bereich und einen Babywickelraum.

Das Freibad in den 1950ern
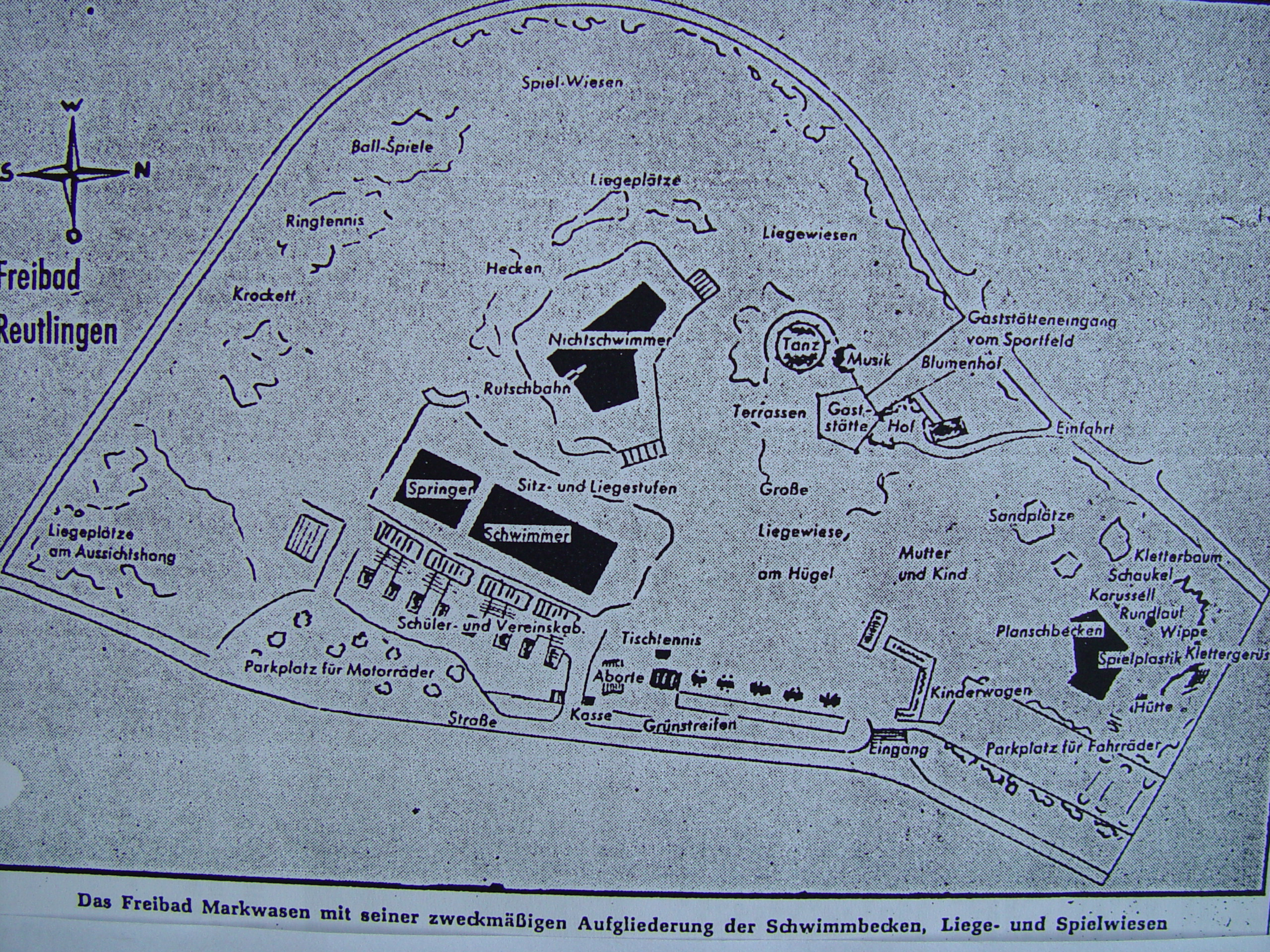
Lageplan aus dem Jahr 1954
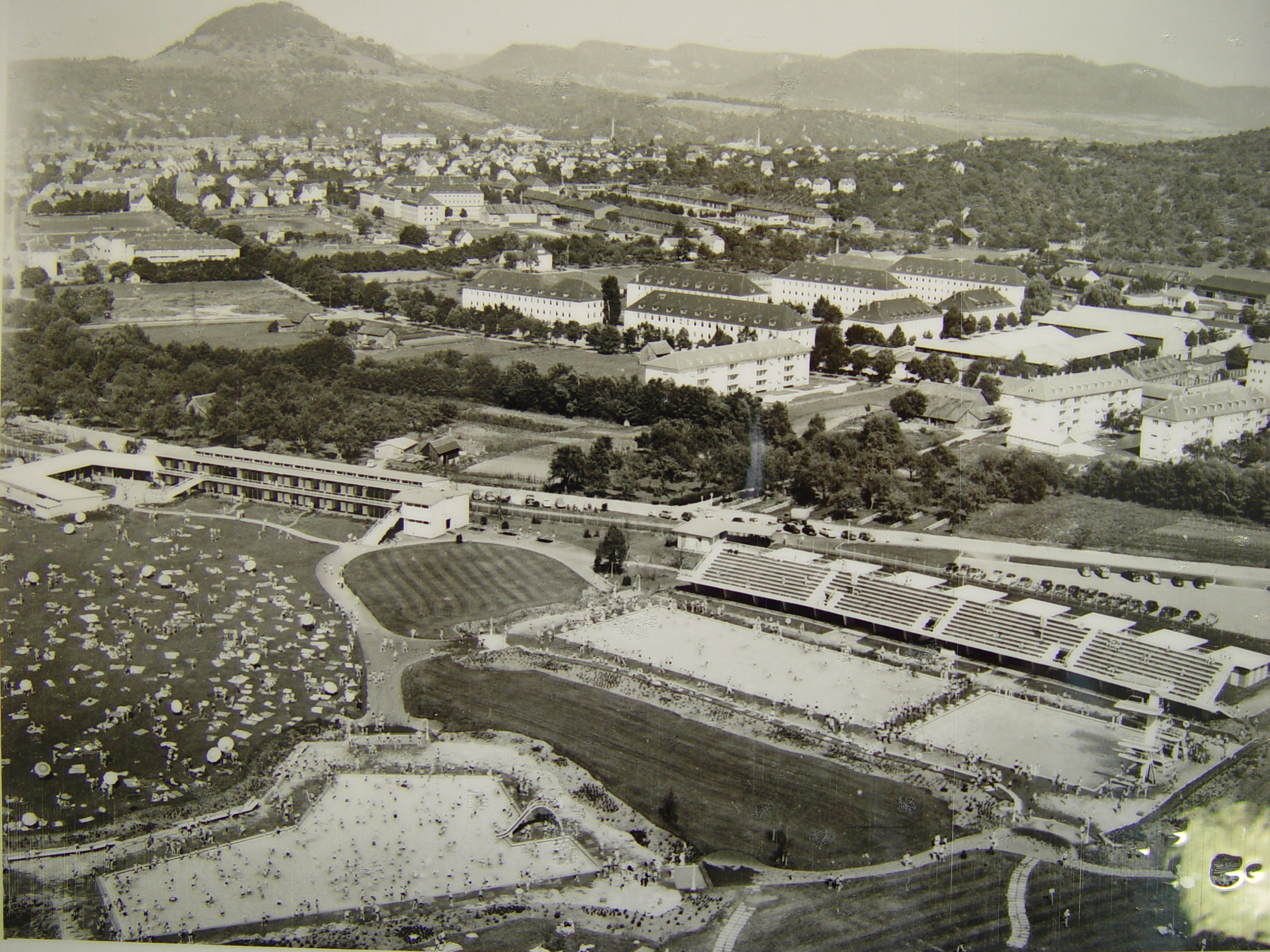
Luftbildaufnahme aus dem Jahr 1955
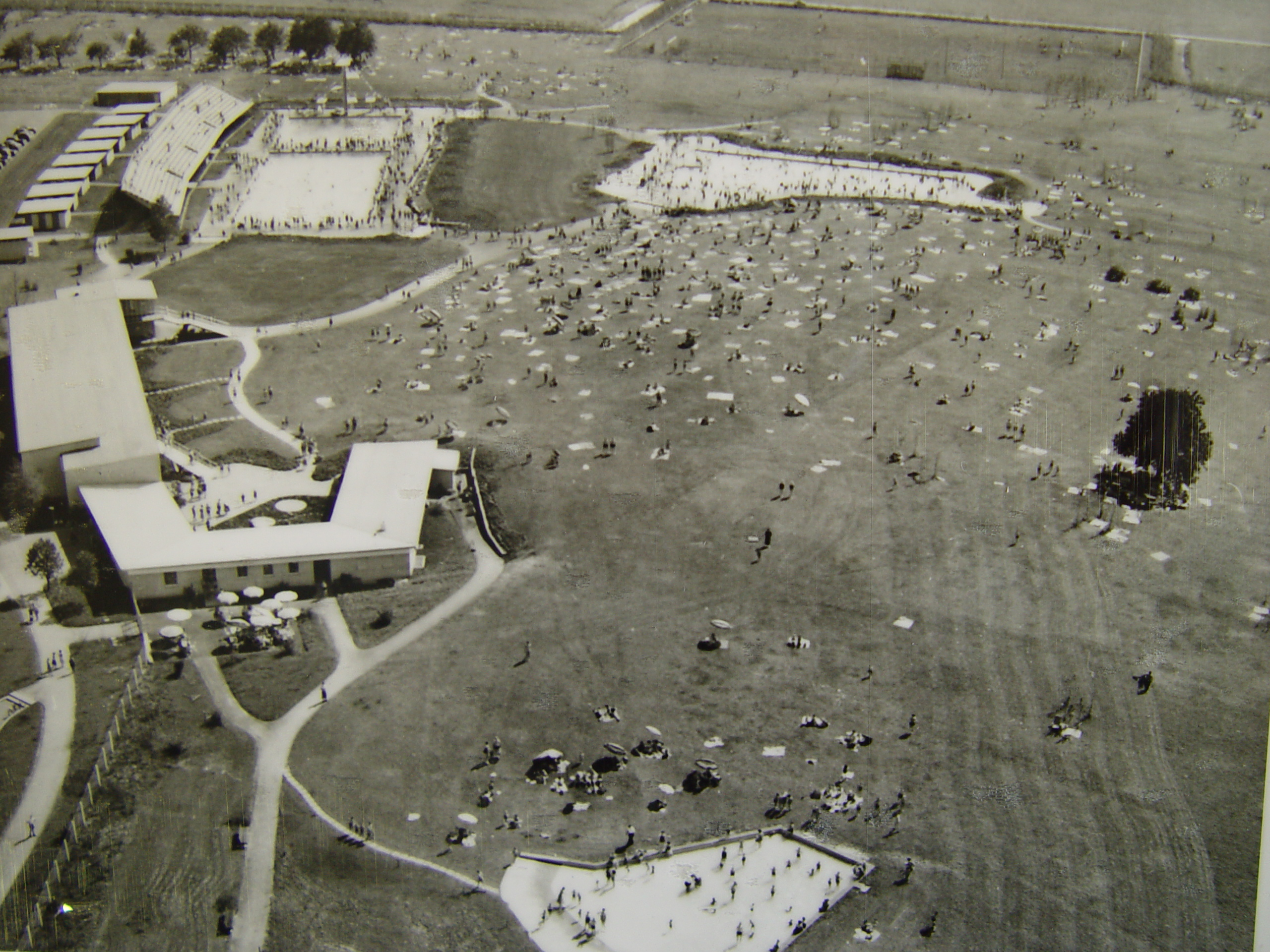
Luftbildaufnahme aus dem Jahr 1955